# (6033) 1984 SQ4
A (6033) 1984 SQ4 a Naprendszer kisbolygóövében található aszteroida. Henri Debehogne fedezte fel 1984. szeptember 24-én.